# Церква Перенесення мощей святого Миколая (Велеснів)
Церква Перенесення мощей святого Миколая у Велесневі — парафія і храм греко-католицької громади Монастириського деканату Бучацької єпархії Української греко-католицької церкви в селі Велеснів Чортківського району Тернопільської области.

## Історія церкви
Перша згадка про церкву датується 1864 роком. Вона була греко-католицькою до 1946 року, після чого перейшла до московського православ'я. У 1990 році вся парафія знову повернулася до Української Греко-Католицької Церкви.
У травні 2004 року відбулася єпископська візитація, яку провів Бучацький владика Іриней Білик.
На парафії діють такі спільноти та братства:
- Братство «Апостольство молитви».
- Вівтарна дружина.
- Параманне братство.
- Спільнота «Жива Вервиця».

На території села розташовані каплички, фігури, хрести та могила. Також є каплиця Святих Апостолів Петра і Павла на хуторі Зруб, збудована у 2004 році. Парафія володіє проборством.

## Парохи
- о. Михайло Береза (1930—1937)[джерело?],
- о. Роман Бандурак (1937),
- о. Михайло Галабурда,
- о. Михайло Шапот,
- о. Іван Цап'юк,
- о. Йосафат Стапчак (1979—1987),
- о. Олександр Дудяк (1987—1990),
- о. митрат Анатолій Дула (1990—1994),
- о. Петро Заліпа (1994—2001),
- о. Олег Тройський (2001—2005),
- о. Олександр Бондаренко (2005—2013),
- о. Назарій Бедрій (з липня 2013).